# Alimkhan

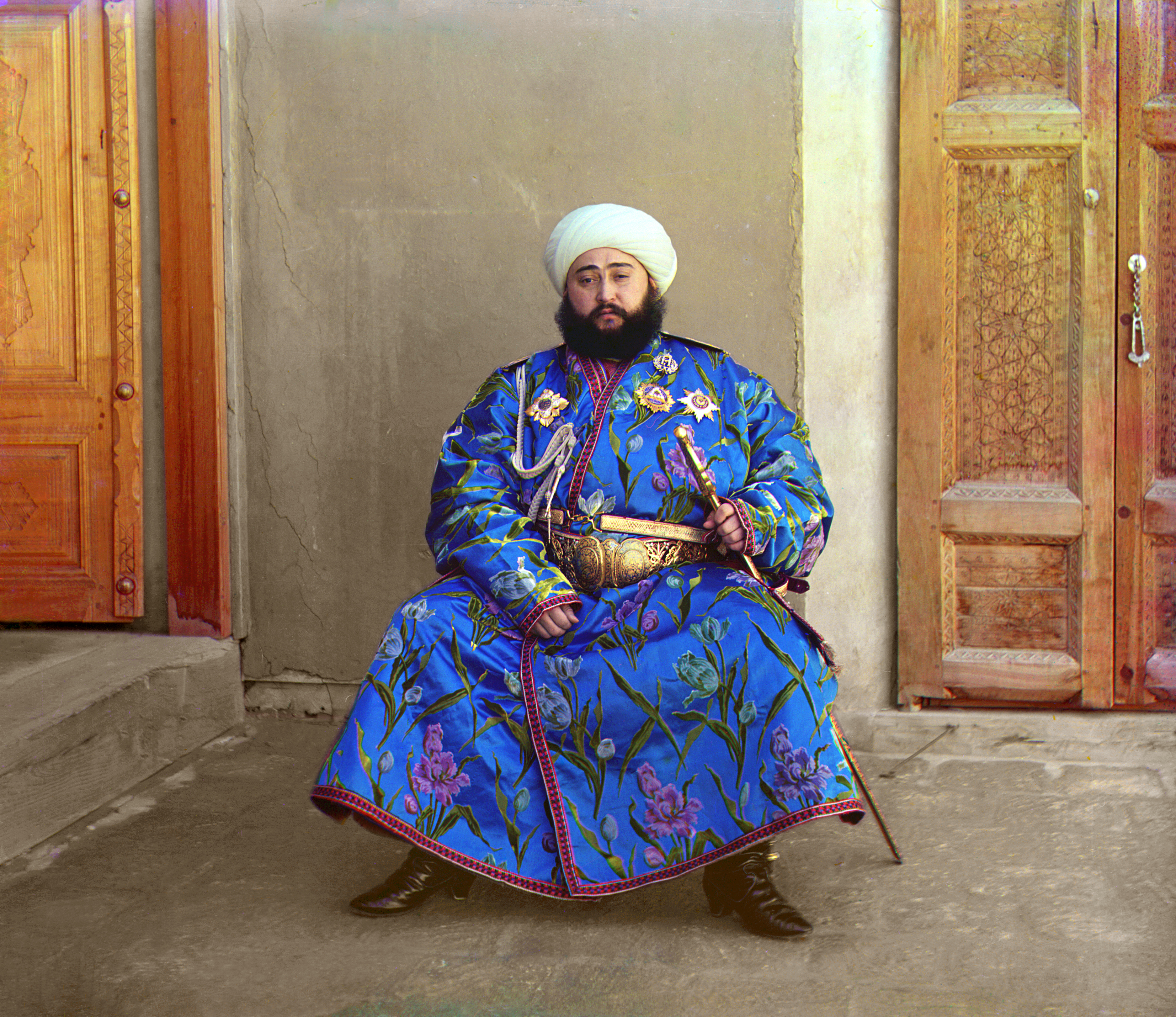
Alimkhan, in 1911 gefotografeerd door Sergej Prokoedin-Gorski

Muhammad Alimkhan of Alim Khan (1880-1944) was de laatste emir van het Emiraat Buchara van 1910 tot 1920. In laatstgenoemde jaar werd hij door revolutionairen, gesteund door het Rode Leger verjaagd. Hij vond asiel in het bevriende Afghanistan.